# 장청 (채원자)

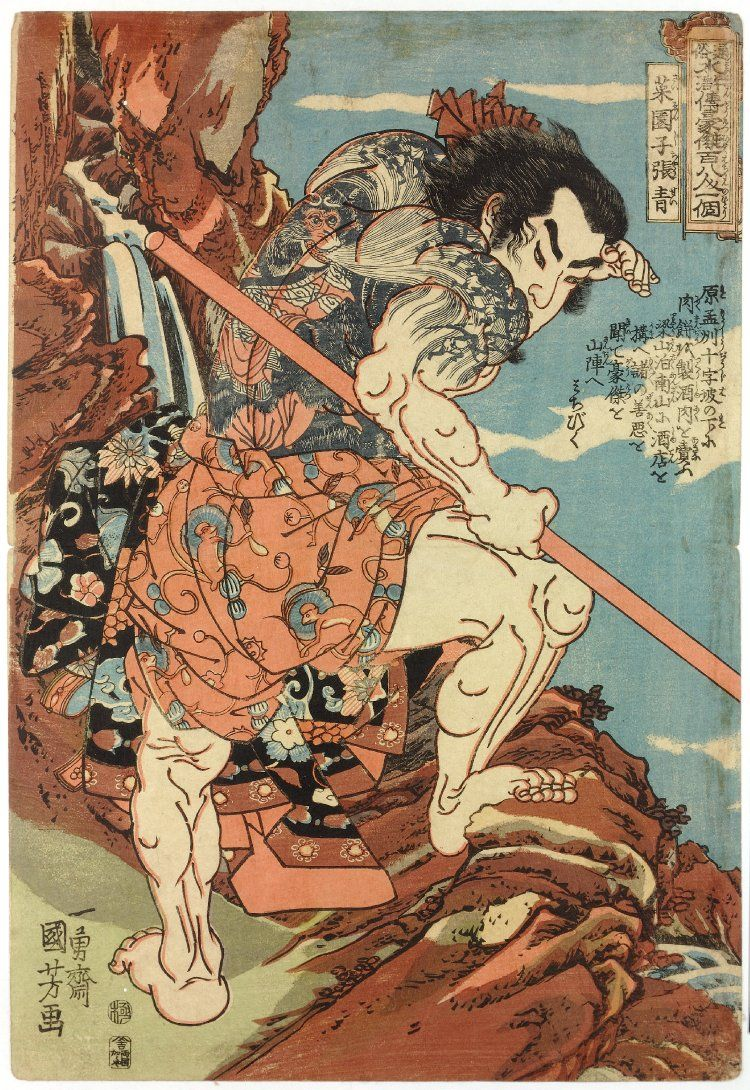

장청(張靑)은 중국의 사대기서(四大奇書) 중 하나인 《수호전》(水滸傳)에 등장하는 인물로, 108성 중 102위이자 지살성(地煞星)의 지형성(地刑星)에 해당한다. 별호는 채원자(菜園子)로 과거 맹주 광명사에서 채소밭 파수꾼이었던 데서 유래했다. 아내는 손이랑이다.

## 생애
원래 맹주(孟州) 광명사(光明寺) 텃밭의 파수꾼이었으나 스님을 죽여 버리며 강도로 전락한다. 이후 맹주 십자파(十字坡)에서 아내 손이랑과 함께 주점을 운영하는데, 이 주점에서 금품과 값나가는 물건을 든 나그네들을 죽이고 금품을 빼앗기도 하였다. 어느 날, 맹주에 유배되어 호송되던 무송이 주점에 들렀을 때, 손이랑이 무송을 죽이려 하나 무송은 이를 간파하여 미수에 그치는 사건이 있었고, 장청은 무송에게 정중히 사과하여 결국 무송과 의형제를 맺었다. 후에 장몽방(張蒙方)을 죽이고 도망쳐 온 무송과 재회하여 청주(靑州) 이룡산(二龍山)의 노지심과 양지에게로 갈 것을 권하였다. 이때 무송에게 이전에 손이랑이 죽인 행자의 옷을 제공하여 무송의 별호가 '행자'가 되는 계기를 만들었다. 장청도 나중에 손이랑과 함께 이룡산에 가담한 뒤 노지심 등과 함께 양산박에 들어갔다. 양산박에서는 부부가 함께 서산 주점(西山酒店)을 담당하여 정보 탐지 및 양산박을 찾는 사람들의 응접을 맡았다. 방랍 토벌 때, 흡주(歙州)에서 방랍군의 장수인 왕인·방만춘과의 전투에서 전사하였다.